# Tsjechisch kenteken

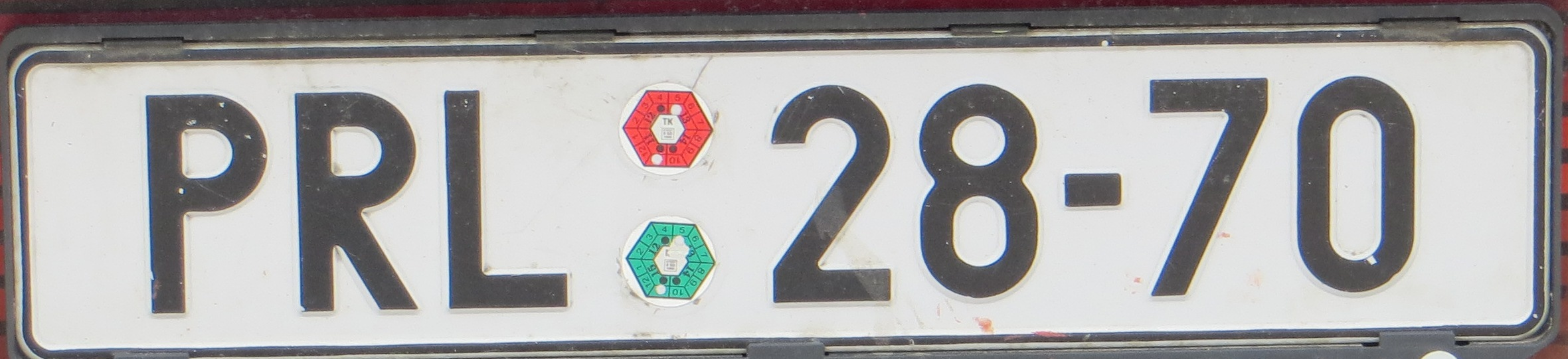
1996-2000

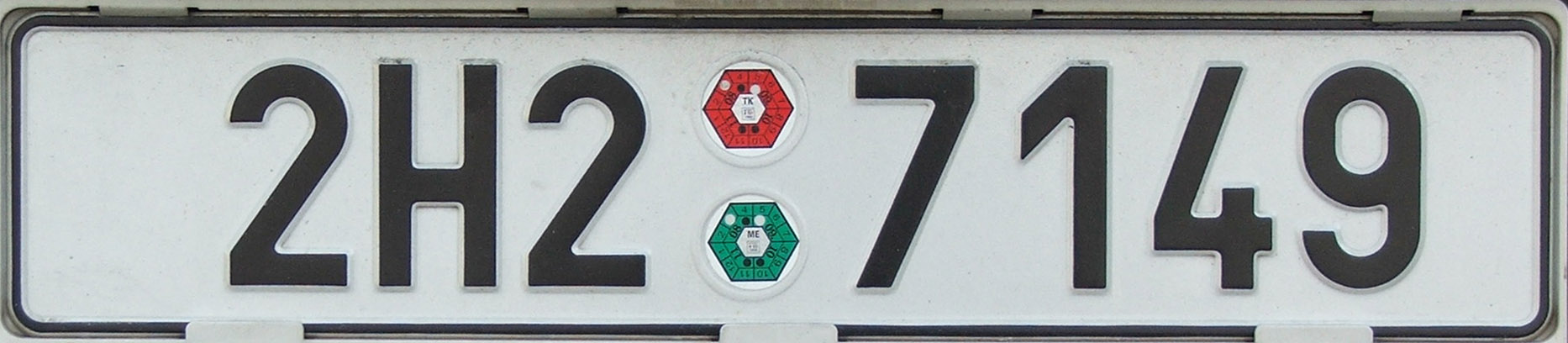
2001-2003

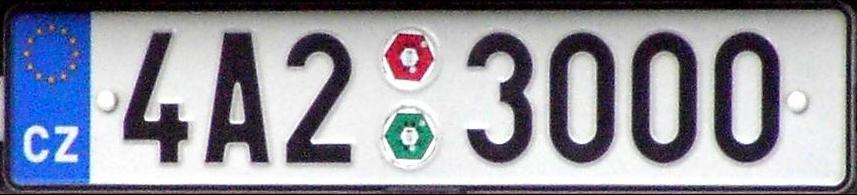
2004-heden

Een Tsjechisch kenteken bestaat uit een cijfer, een letter en een cijfer of een letter, gevolgd door nog eens vier cijfers. De letter geeft de regio (Kraj) aan. Zo heeft de letter A aan dat het voertuig is geregistreerd in de hoofdstad Praag. De zwarte letter- en cijfercombinatie staat op een witte achtergrond.
Sinds 2004, na de toetreding van Tsjechië tot de Europese unie, staat aan de linkerkant van het kenteken het EU-logo met daaronder de landcode CZ.

## Bijzondere kentekenplaten
De "CD"-kentekens worden in Tsjechië uitgereikt aan mensen van het diplomatieke korps en bestaan uit donkerblauwe letters op een witte achtergrond.
Sinds januari 2016 is het mogelijk om gepersonaliseerde kentekenplaten te bestellen. Voor personenauto's moet dit 8 alfanumerieke tekens omvatten met ten minste één getal, voor een motorfiets is dit maximaal 7 symbolen. De tekst mag geen ordinaire, discriminerende of racistische termen bevatten, de letters G, CH, O, W en Q zijn uitgesloten en kunnen niet worden gebruikt. De persoonlijke kentekenplaten zijn overdraagbaar, maar bij vernietiging of verlies niet opnieuw aanvraagbaar.

## Andere kentekenplaten
| Type               | kentekenplaat |
| ------------------ | ------------- |
| Diplomatieke plaat |               |
| Vrachtauto         |               |
| Garage             |               |